# Őrbottyán
Őrbottyán is een stad (város) en gemeente in het Hongaarse comitaat Pest. Őrbottyán telt 6494 inwoners (2007).